# Nabil de Freige
 (avril 2023).
Nabil de Freige, né à Beyrouth le 31 août 1955, est un homme politique libanais.

## Jeunesse et formation
Il provient d’une famille politique francophone beyrouthine.

## Carrière professionnelle
Diplômé en commerce, c'est une figure du monde des courses hippiques (président de l'hippodrome de Beyrouth) et industriel (membre fondateur de la société Liban-lait Candia).

## Parcours politique
En 2000, il est élu député des minorités à Beyrouth sur la liste de Rafiq Hariri dont il est proche allié. Membre du Courant du Futur, il sera réélu en 2005 et 2009 aux côtés de Saad Hariri et des candidats de l'Alliance du 14 Mars.
Après les élections, il devient président de la commission de l’Économie nationale, du Commerce, de l’Industrie et de la planification, membre de la commission des finances et du budget, président de la section libanaise de l'assemblée parlementaire de la Francophonie, et ministre d'État chargé de la réforme administrative. 
Il ne se présente pas aux élections législatives de 2018 et reprend ses activités dans le secteur agricole.